# فيل هيلموت
فيل هيلموت (بالإنجليزية: Phil Hellmuth)‏ هو لاعب بوكر ومؤلف أمريكي، ولد في 16 يوليو 1964 في ماديسون في الولايات المتحدة.

## وصلات خارجية
- فيل هيلموت على موقع IMDb (الإنجليزية)
- فيل هيلموت على موقع قاعدة بيانات الفيلم (الإنجليزية)
- الموقع الرسمي